# Menhir de Chez Moutaud
Le menhir de Chez Moutaud (ou menhir de Chez Monteau) est un menhir situé à Saint-Auvent, dans le département français de la Haute-Vienne.

## Historique
Le menhir est classé au titre des monuments historiques 6 février 1940, avec le dolmen de Chez Moutaud.

## Description
Le menhir est situé à un peu moins de 40 m du dolmen. Il est constitué d'un bloc de granite à gros grains de même nature que celui constituant les dalles du dolmen voisin. La pierre mesure 1,50 m de hauteur. Elle a été dégrossie. Il semble qu'elle ne soit pratiquement pas enfoncée dans le sol.
Elle comporte sur la face dirigée vers le dolmen quatre cupules interprétées comme les traces laissées par les ongles du Diable.